# Richmodis-Sage

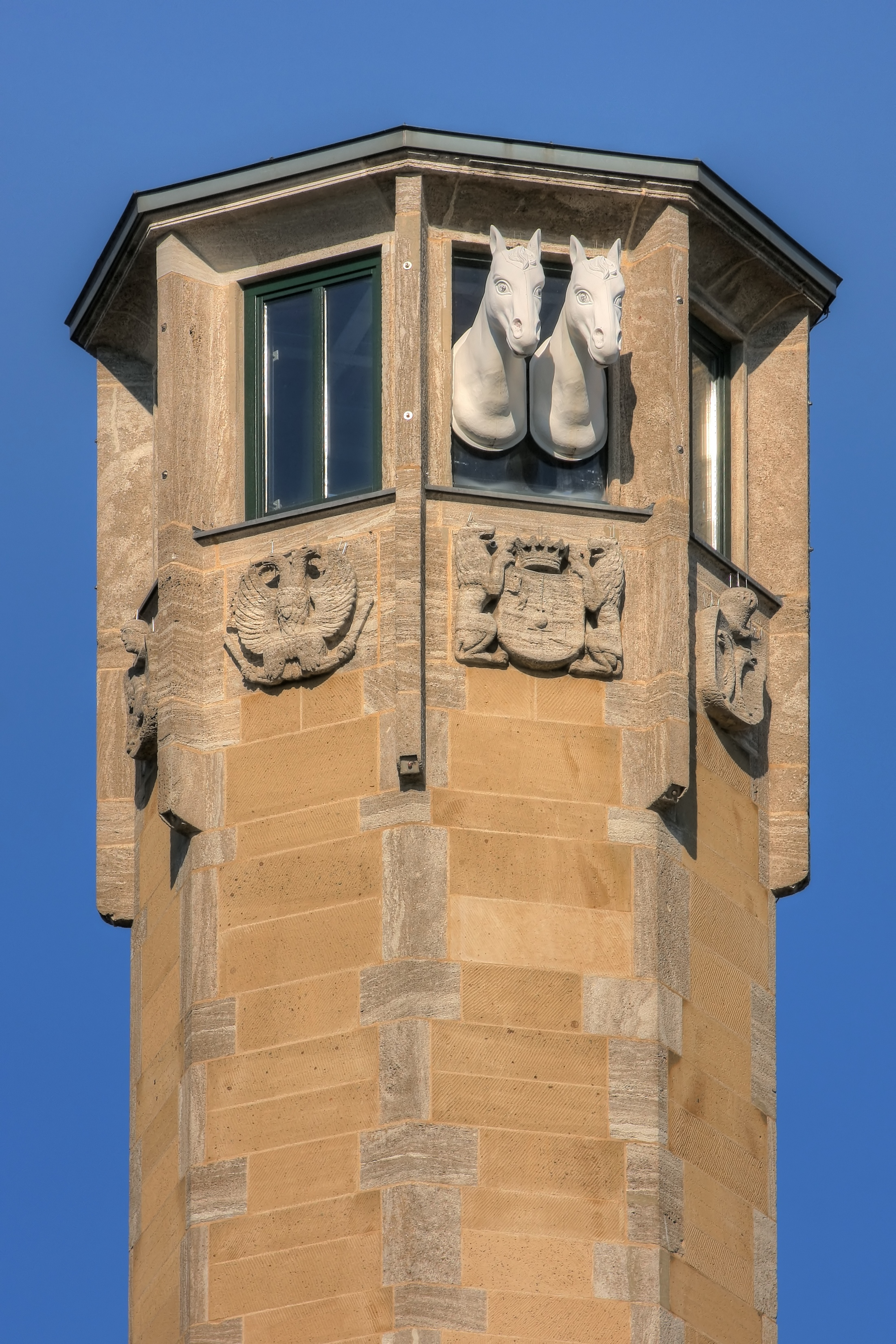
Richmodisturm

Die Richmodis-Sage ist eine alte Kölner Sage, die auf eine Begebenheit aus dem 14. Jahrhundert zurückgeht. Der Turm des Richmodis-Hauses am Neumarkt in Köln greift die Geschichte auch heute noch architektonisch auf.

## Geschichte
Die Richmodis-Sage geht ursprünglich auf eine aus Flandern stammende Wandersage zurück. Die 1499 gedruckte Koelhoffsche Chronik berichtet auf Blatt 286 unter der Überschrift Anno Domini 1400: „wie ein vrauwe zo Coellen, die gestorven ind begraven was ind weder upgegraven levendich (lebendig) wart“, in der der Name der Frau noch nicht genannt wird. Die Geschichte der Familie Aducht wurde dann 1645 von Aegidius Gelenius in seinem in Köln erschienenen Buch Von der bewundernswürdigen heiligen und bürgerlichen Größe Kölns (De admiranda sacra et civili magnitudine Coloniae) erstmals erwähnt. Später wurde um 1650 auf einem Kupferstich nach einer Tafel in der Apostelkirche die „wieder auferstandene“ Frau als „Richmuth von der Adoicht“ aus der Patrizierfamilie Lyskirchen bezeichnet. An beiden Stellen ist das Ereignis für das Jahr 1357 angegeben.
Von den Gebrüdern Grimm wurde die Geschichte unter dem Titel Die Pferde aus dem Bodenloch in ihrem Werk Deutsche Sagen (Band 1) 1816 veröffentlicht. 1843 wurde die Sage von Johann Matthias Firmenich-Richartz in volkssprachlicher Form nacherzählt.

## Die Richmodis-Sage

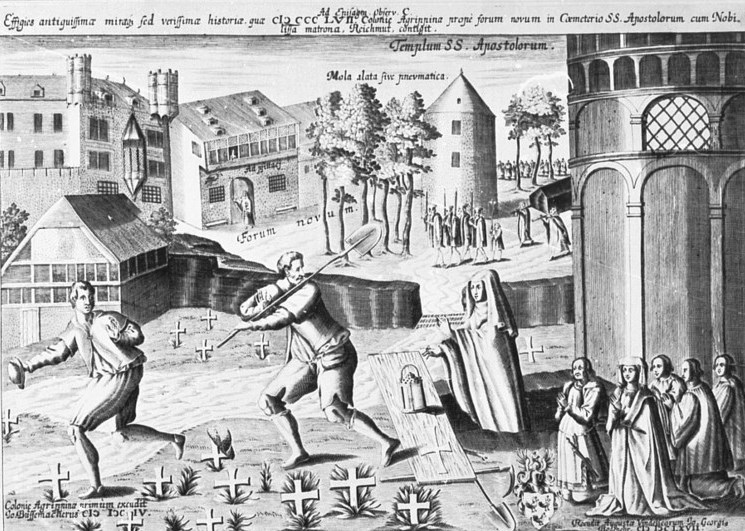
Die Richmodislegende. Auferstehung einer Scheintoten (Kupferstich von Johann Bussemacher; 1604)

1357 gab es durch die Pest in Köln so viele Opfer, dass es nicht möglich war, alle Leichen auf die gewöhnliche Weise zu beerdigen. Allein in Köln sollen 20.000 Personen an der Pest gestorben sein, die man massenweise in große Gruben warf. In dieser Zeit wohnte im Haus „Zum Papageyen“ auf dem Neumarkt Nr. 6 der Stadtrat und reiche Patrizier und Kölner Bürgermeister Richolf Mennegin von der Aducht (auch genannt Mengis von Aducht) glücklich mit seiner Ehefrau Richmodis von Lyskirchen. Die von der Pest befallene Gemahlin beerdigte man auf dem nahe gelegenen Friedhof bei St. Aposteln am Neumarkt. Bei der Beerdigung beließ man ihr den kostbaren Schmuck, insbesondere den Trauring. Das fiel dem Totengräber auf, der nachts zurückkehrte und der Leiche den Schmuck stehlen wollte. Richmodis wachte auf und erschreckte den Totengräber so sehr, dass dieser ohne Laterne die Flucht ergriff.
Die scheintot Begrabene richtete sich auf und ging mit der Laterne zurück nach Hause. Als Richmodis im Totenhemd an die Tür ihres Hauses klopfte, wollte niemand den vermeintlichen Geist einlassen. Nach längerem Klopfen öffnete schließlich das „Gesinde“ und berichtete Mengis von der Aducht, seine Frau stünde vor der Tür. Ungläubig antwortete er: „Das ist unmöglich. Eher würden meine Schimmel oben auf dem Heuboden stehen.“ Schon trampelten sechs Schimmel die Treppe hinauf und schauten hinaus aus dem Dach. Richmodis wurde wieder gesund und brachte noch drei Kinder zur Welt. Zur Erinnerung schauen noch heute zwei Pferdeköpfe aus dem Richmodisturm an der nach ihr benannten Straße in Köln. Der Spruch „Ahm Nümaat zwei Päädsköpp“ (Am Neumarkt zwei Pferdeköpfe) drückt seither die Ungläubigkeit des Sprechers aus.
Dass es um jene Zeit eine Pestepidemie in Köln gegeben hat, ist urkundlich belegt. Am 2. Oktober 1358 schritt der Kölner Erzbischof Wilhelm von Gennep gegen Testamentsfälschungen ein, die im Zusammenhang mit Pesttoten standen.

## Die Richmodis-Sage um 1650
„Als man zalt M.CCCLVII Jahr,

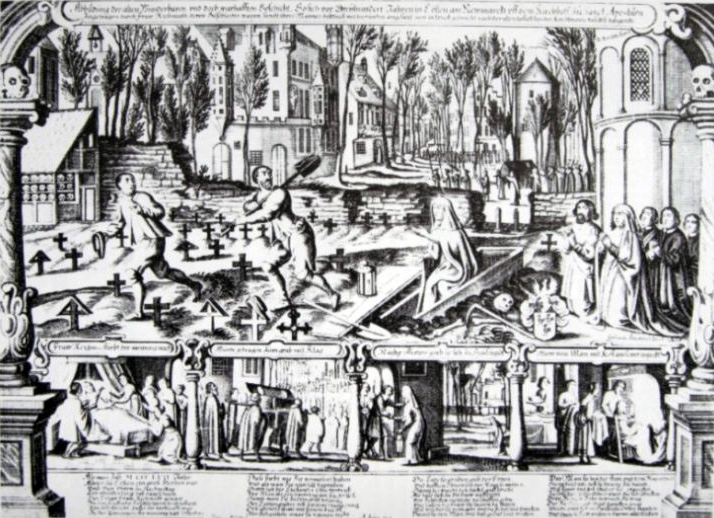
Wandgemälde um 1650 (früher in der nördlichen Pfarrhalle von St. Aposteln)

Allhier zu Cöllen ein groß Sterben war,

Vmb vier Vhren zu Nachmittag,

Ein wunderding daß dageschach,

Ein Erbar fraw Richmuth genant

In den funffzehn Geschlechtern hoch bekant

Von der Adoicht, dieses ihr herkunfft war

In der Papegeyen ihr wonung hatt offenbar.

Diese stirbt wie Sie vermeinet haben,

Vnd als man Sie nun solt begraben,

Durch lieb des Ehestandts Ohn verdrieß

Ihr Mann ihr den trewring am finger ließ

Damit man Sie zu dem grab hintrug.

Der Todtengräber deß nam achtung gnug

Deß abendts spaat mit seinem knecht

Ihr Schantzen waar sie namen recht.

Die Lade sie gruben auß der Erden,

Vnd hofften Ihnen solt der Ring so werden,

Damit der knecht den deckel auffbricht

Als bald sich da die fraw auffricht

Vor Schreken die beide da lauffen gehn,

Vnd laßen der fraw die lucern da stehen:

Mit welcher sie heim geht, vnd die Schell thut

Damit sie den Man vnd daß gesind thut wecken.

Der Man sie bey der stim, vnd dem Ring erkandt

Gieng bald hin, ließ sie hinein zu handt,

Mit fewer vnd kost thät er sie erquicken

Zu frischer gesundtheit ward Sie sich schicken.

Drey Junger Söhn hernach Sie trug

Des Sie Gott nicht kunt dancken gnug.

Welche drey sich in Geistliche Orden begaben

Vnd thäten Gott vnseren Herren allzeit loben.“

## Verwandte Sagen
Auch aus anderen Regionen sind Sagen mit einer ähnlichen Geschichte bekannt. So etwa Die Sage vom weißen Ross aus Magdeburg, Pferde schauen zum Speicher hinaus aus Freiburg im Breisgau sowie Das Fastentuch im Freiburger Münster oder Die Pferde zu Dünkirchen.

## Trivia
Jean Marie Farina arrangierte 1875 für den Kölner Männer-Gesang-Verein eine „Schauderhafte Oper“: Richmodis von Aducht und der Sängerkrieg auf dem Neumarkt. Mit dieser gastierte das Divertissementchen 1875 erstmals im Kölner Stadttheater. Eine weitere Oper zur Sage schrieb Hermann Unger: Richmodis von Aducht (op. 50; Legenden-Volksoper in einem Vorspiel und drei Aufzügen). In der Grusel-Heftromanserie Geisterjäger John Sinclair variierte die von Helmut Rellergerd verfasste Geschichte Die Unheimliche vom Schandturm (Band 394, Januar 1986) die Richmodis-Sage im Köln des Spätsommers 1985 mit leicht abgeänderten Namen und Schauplätzen.
Die Richmodis-Sage fand mehrfach Eingang in das Kölner Liedgut. 1990 verwendete die Kölner Mundartgruppe Bläck Fööss die Sage als Grundlage für die Ballade Richmodis von Aducht. Auch der als Kölnbarde auftretende Mundartsänger Hans-Jürgen Jansen behandelt die Geschichte von Richmodis in seinem gleichnamigen Lied. Der Kölner Musiker und Begründer der Musikgruppe BAP, Wolfgang Niedecken, veröffentlichte im Januar 2004 einen Song zur Richmodis-Sage mit dem Titel Zwei Päädsköpp ahm Nümaat.
Auch der Name der Kölschmarke Richmodis Kölsch geht auf die alte Volkssage zurück.

### Hörbücher
- Rezension: Richmodis von Aducht